# Георг фон Бисмарк
Георг фон Бисмарк (на немски: Georg von Bismarck) е немски офицер служил по време на Първата и Втората световна война.

## Биография

### Ранен живот и Първа световна война (1914 – 1918)
Георг фон Бисмарк е роден на 15 февруари 1891 г. в близост до Кюстрин, Германска империя. Присъединява се към армията и през 1911 г. е офицерски кадет. Участва в Първата световна война, служи в стрелково подразделение и достига звание оберлейтенант.

#### Междувоенен период
След войната се присъединява към Райхсвера и през 1938 г. е възпоризведен в чин оберст.

### Втора световна война (1939 – 1945)
В началото на Втората световна война командва 7-и кавалерийски стрелкови полк. На 10 декември 1940 г. му е поверено ръководството на 20-а стрелкова бригада, а на 10 септември 1941 г. на 20-а танкова дивизия. На 11 февруари 1942 г. прехвърлен в Северна Африка, където поема командването на 21-ва танкова дивизия.

#### Смърт
Убит е на 31 август 1942 г. по време на бойни действия край Ел Аламейн, Египет. Посмъртно е издигнат в звание генерал-лейтенант.

## Военна декорация
- Германски орден „Железен кръст“ (?) – II (?) и I степен (?)
- Хамбургски „Ханзейски кръст“ (?)
- Орден на „Дома на Хоенцолерн“ – Рицарски кръст с мечове (?)
- Германски орден „Кръст на честта“ (?)
- Германски орден „Железен кръст“ (1939, повторно) – II (20 септември 1939) и I степен (1 октомври 1939)
- Германски медал „За зимна кампания на изтока 1941/42 г.“ (?)
- Германска „Танкова значка“ (?)
- Рицарски кръст (29 септември 1940)
- Ръкавна лента на „Немския Африкански корпус“ (?)